# Кім Соволь
Кім Соволь або Кім Со Воль (кор. 김소월, справжнє ім'я: Кім Джонсік кор. 김정식; нар. 6 серпня 1902, Намсадон, провінція Пхьонан, Корейська імперія — пом. 24 грудня 1934, Кваксан, провінція Пхьонан) — корейський поет.

## Біографія
Кім Соволь народився 6 серпня 1902 року в родині заможного селянина-землевласника на території сучасної Північної Кореї у приморському селі Намсандон (Повіт Кваксан, провінція Північна Пхьонан). Після закінчення школи в Намсоні, у 1915 році Кім Соволь вступає до гімназії Осан, навчання в якій він закінчує у березні 1919 року. У цій гімназі пропагувалися ідеї національного визволення з під японської окупація у зв'зку із патріотичнимим поглядами вчителів і директора гімназії. Однак це стало причиною розформування гімназії у 1919 році після невдалого корейського повстання проти японського режиму, що було жорстоко придушено.
У 14 років Кім Соволь, навчаючися ще у гімназії, одружився з Хон Сілдан, котра була на три роки старшою від нього. Після завершення гімназії поет повертається до рідного села, де пише вірші і продовжує вивчати давню китайську та сучасну європейську літератури. Навесні 1920 року в журналі «Чанджо» («Творчість») були вперше надруковані кілька його віршів: «Весна мандрівника», «Весняні пагорби», «Журба», «Крапля нічного дощу», «Плач пополудні». Поезії були відразу ж помічені критиками й отримали схвальні відгуки. Окрилений успіхом Кім Соволь, якого приймають до Асоціації корейської поезії («Чосон сіга хьопхе»), а згодом і до відомого літературного об'єднання «Рьонде» («Прихисток духу»), їде до Сеула, де починає регулярно друкувати власні вірші в літературних журналах і газетах. За традицією він обирає псевдонім Соволь, що перекладається, як «ясний (прозорий; простий, щирий, скромний, невибагливий; звичайний, звичний) місяць». Таким чином молодий поет задекларував сутність своєї естетики, поетичної манери та художнього стилю. Водночас, відчуваючи необхідність продовження освіти, він вступає до сеульського коледжу Безе. Згодом їде до Японії для навчання в Токійському комерційному інституті. Проте його перебуванню в цій країні завадив потужний землетрус силою майже вісім балів за шкалою Ріхтера, який трапився 1 вересня 1923 р. в районі Канто, де жив поет, і який забрав життя понад 140 тисяч осіб, переважно мешканців Токіо та Йокогами. Після повернення з Японії до Сеула Кім Соволь знову з головою поринає в літературне життя столиці, намагається влаштуватися на роботу в якому-небудь сеульському видавництві чи редакції літературного журналу, однак невдало. 
У 1924 році Кім Соволь повертається до рідної провінції Північна Пхьонан. Категорично відмовившись від пропозиції, зробленої за протекції тестя, зайняти престижну посаду чиновника в одній із місцевих фінансових установ, Соволь стає співробітником провінційної філії редакції однієї з центральних корейських газет «Тон-а ільбо» («Вісник Східної Азії»). Однак відверта прояпонська редакційна політика цієї газети дуже швидко розчарувала патріотично налаштованого поета. Він залишає роботу і повертається до рідного села. Ще через рік Кім Соволь переїжджає до села Кваксан (повіт Чончжу), де з невеликими перервами, пов'язаними з марними намаганнями знайти роботу в Сеулі, живе до самої смерті.
Наприкінці 1925 року у сеульському видавництві «Мемунса» вийшла єдина прижиттєва поетична збірка Кім Соволя, під назвою «Квіт азалії», до якої увійшли майже всі поетичні твори, опубліковані Соволем у 1920-1925 роки у різних столичних і провінційних газетах та журналах.
З 1932 року по 1934 рік Кім Соволь не опублікував жодного рядка, в цей період поет починає страждати від глибокої депресії та починає зловживати алкоголем. 24 грудня 1934 року Кім Соволь покінчив життя самогубством, прийнявши дозу отрути.

## Українські переклади
У 1961 році десять віршів Кім Соволя були перекладені українською мовою відомим перекладачем корейської поезії О. Жовтісом і надруковані в журналі «Всесвіт». Три вірші Кім Соволя «Мати і сестриця», «Звернення до духу» («Викликання духа»), «Азалія» у перекладах М. Лисих увійшли до складу збірки вибраних творів корейських письменників і поетів «Кольоровий вітер», надрукованої 2003 р. в Києві У 2008 році у видавництві «Грані-Т» вийшла збірка віршів Кіма Соволя «Ясний місяць» в перекладі І. Бондаренка.